# Državna cesta D420
D420 je državna cesta u Hrvatskoj. Ukupna duljina iznosi 2,8 km.